# Экзотика
Панорама альтернативної музики «Экзотика» — ілюстрована збірка статей про сучасну альтернативну музику, що виходила в Москві. Збірка виходила мірою накопичення матеріалів; у 1992 і 1994 друком вийшло два числа.

## Історія
«Экзотика» була однієї з ініціатив гурту любителів експериментальної й альтернативної музики, що об’єднатись в асоціацію «Экзотика». Завдяки зусиллям цих ентузіастів постали однойменна теле- і радіопередача, і рекорд-лейбл, телєпроґрами «Виниловые джунгли», «Музыка без слов» і «Альтернативная музыка для танцев» тощо. Збірка була першою і останнім друкованих виданням асоціяції.

## Зміст
Збірки містили статті про маловідомі широкому загалу виконавців альт- й інді-сцени Ніка Кейва, Марка Рібо, Bauhaus, Coil, Crime And The City Solution, Joy Division, Residents, Sonic Youth, Throbbing Gristle, Tuxedomoon. а також про Боба Марлі, Doors, Van der Graaf Generator. Героями публікацій були продюсер і музикант Браян Іно, продюсер Мартин Геннетт і радіоведучий Джон Піл. В обох числах «Экзотики» були рецензії на музичні новинки від — переважно — незалежних лєйблів (у рибриці «Виниловые джунгли») та нариси про артрок, імпровізаційну музику, рух незалежних, ворлд-мюзік.